# Balta livida
Balta livida är en kackerlacksart som först beskrevs av Karlis Princis 1963.  Balta livida ingår i släktet Balta och familjen småkackerlackor. Inga underarter finns listade.